# Капитанская дочка (мультфильм)
«Капитанская дочка» — российский кукольный анимационный фильм 2005 года студии «Анимос». Режиссёр Екатерина Михайлова в рамках проекта «Русская классика — детям» создала экранизацию повести «Капитанская дочка» А.С. Пушкина.
Премьера фильма состоялась в 2006 году в рамках Открытого российского фестиваля анимационного кино в Суздале.
Фильм снят при государственной финансовой поддержке Федерального агентства по культуре и кинематографии.

## История создания
Идея создания анимационного варианта «Капитанской дочки» возникла у режиссёра Екатерины Михайловой ещё в конце 1990-х годов, когда в России отмечался 200-летний юбилей Пушкина. Однако вплотную приступить к работе она сумела лишь после того, как стартовал анимационный проект «Русская классика — детям».

Мне хотелось на эту вещь взглянуть с цветаевской точки зрения, сделать поэтическо-мистическую интерпретацию. Я сначала попробовала работать со сценаристами, но все время получалась какая-то иллюстрация. Тогда я сама начала писать сценарий.— режиссёр Екатерина Михайлова

## Сюжет
Действие фильма начинается в момент казни Пугачёва. Присутствующий при этом дворянин Пётр Гринёв вспоминает, как во время бурана он вместе с верным слугой Савельичем сбиваются с пути, и найти дорогу им помогает неизвестный мужик с бородой. В благодарность Пётр Андреевич дарит своему спасителю новый заячий тулуп.
Затем воспоминания уносят Гринёва в гарнизон, где ему надлежит нести службу. Здесь жизнь сводит его с простодушным комендантом — капитаном Мироновым, его дочерью Машей — тихой и пугливой девушкой, а также поручиком Швабриным, который из друга превращается сначала в соперника, а потом — в предателя.
Эпизоды, связанные с появлением в гарнизоне бежавшего из-под стражи Пугачёва, одновременно и сказочны, и реалистичны — во всяком случае, в воспоминаниях главного героя. Бунтовщик то предстаёт в его сознании мятежником в знакомом уже заячьем тулупчике, то вдруг стремительно оборачивается волком.
Ключевой эпизод фильма — возвращение Гринёва в гарнизон за Машей. Пугачёв даёт «добро» на её отъезд, но вероломный Швабрин подсказывает атаману, что эта девушка — дочь казнённого им капитана Миронова, о чём Пётр Андреевич умолчал. Несколько секунд длится ситуация выбора. Наконец, Пугачёв выносит вердикт: «Казнить — так казнить, миловать — так миловать!» — и отпускает влюблённых.

## Создатели
- Режиссёр — Екатерина Михайлова
- Авторы сценария — Екатерина Михайлова, Татьяна Шестакова
- Художник-постановщик — Нина Виноградова
- Аниматоры — Алла Соловьева, Дмитрий Новоселов, Евгения Жиркова
- Оператор — Игорь Скидан-Босин
- Композитор — Екатерина Комалькова
- Звукорежиссёр — Виктор Брус
- Куклы и декорации изготовили: Геннадий Богачёв, Владимир Шафранюк, Анатолий Гнединский, Михаил Колтунов, Владимир Щегольков, Игорь Хилов, Яна Боринская, Николай Закляков, Елена Покровская, Наталия Барковская, Наталия Лярская, Ольга Усачёва, Виктор Пиунов, Андрей Пучнин, Татьяна Платонова, Галина Круглова
- Монтажёры — Александр Ипполитов, Людмила Коптева
- Продюсер — Тенгиз Семёнов
- Роли озвучивали: Александр Парра, Павел Баршак, Евгений Редько, Сергей Якубенко, Екатерина Семёнова, Людмила Гнилова, Василий Стоноженко, Виктор Пиунов
- Создатели приведены по титрам мультфильма.

## Награды
- 2006 — XI Международный фестиваль детского анимационного кино «Золотая рыбка» — официальный приз фестиваля «Лучший профессиональный фильм»[2]
- 2006 — XV Международный кинофорум «Золотой Витязь» — главный приз[3]
- 2007 — Премия «Золотой орёл» за лучший анимационный фильм (2006)[4]